# Parafia św. Mikołaja BM w Zawierciu
Parafia św. Mikołaja – parafia rzymskokatolicka w Zawierciu, w dzielnicy Kromołów, w denacie Zawiercie – NMP Królowej Polski, archidiecezji częstochowskiej.
Została utworzona w 1250 roku.

## Grupy parafialne
- Katolickie Stowarzyszenie Młodzieży
- Służba Liturgiczna, Dzieci Maryi